# おくさん
『おくさん』は、大井昌和による日本の漫画作品。『月刊ヤングキング』（少年画報社）にて2009年2月号から連載を開始し、同誌が『月刊ヤングキングアワーズGH』にリニューアル後も連載を継続して、2024年11月号をもって完結した。
本作は、マンションCLOVERに引っ越してきた「おくさん」こと主人公・沖田恭子と、彼女の夫である「だーさん」との夫婦生活や、同じマンションの住人たちとの日常を描いている。

## 登場人物
沖田 恭子（おきた きょうこ）
マンションCLOVERの301号室に引っ越してきた主婦。32歳。旧姓・奥井（おくい）。親しい人間からは「おくさん」の愛称で呼ばれる。スリーサイズはB107（Jカップ） - W61 - H97。
聖真女学園という女子高出身。夫のだーさん以外の異性との付き合いは皆無で、結婚して6年を経過してもだーさんに熱烈な愛を注いでいる。しかし、その愛が行きすぎて奇行に走ることも多い。かなりの機械音痴で電化製品の取りあつかいは苦手。だーさんとの性行為も激しく、そのあえぎ声はマンションの防音壁を突き抜け隣室に響きわたるほど大きい。狼狽えると「にゃー！」と叫ぶ癖がある。第100話にて妊娠していることが判明した。
だーさん
恭子の夫。本名不明。愛称の由来は「ダーリン」と「旦那さん」から。
飯田橋建設設計事業部に勤務。恭子いわくディカプリオ似の美男だが、作中では口もと以外に顔の描写はなく、台詞も皆無。恭子の毎夜のような激しい求めに応じられるほど精力に優れる。また下のサイズも凄まじく、温泉にて男湯に同席した正人が思わず下手に出てしまったほど。
九坂 ゆみ子（くさか ゆみこ）
恭子の隣の302号室に住む兼業主婦。3人姉妹の母親。仕事が忙しいため、娘たちの面倒は恭子に向いがち。初登場時は「桜井」を名乗るが、それ以外はすべて「九坂」で統一されている。第61話では恭子から「久坂さん」と呼ばれる。
九坂 若葉（くさか わかば）
九坂姉妹の長女である高校生。剣道部所属。沖田夫妻の性行為中の声や音に敏感に反応する。
九坂 萌（くさか もえ）
九坂姉妹の次女である小学5年生。活発な性格。恭子を「かわいい32歳」と評する。姉を「若葉ちゃん」と呼ぶ。水泳が苦手。
九坂 きらら（くさか きらら）
九坂姉妹の三女。5歳の幼稚園児。恭子を「おっぱい」と呼び、胸や尻にしがみつく。
野々宮 遥（ののみや はるか）
401号室の住人で、恭子のスポーツジム仲間。バイクが趣味。アパートの下にあるコンビニでアルバイトをしている。萌からは「4階のヤンママ」「鬼宮」と呼ばれている。
性的な話題に耐性がなく、その手の雑誌を見るとは座り込んで泣きだすほど。貧乳。
野々宮 正人（ののみや まさと）
遥の結婚3年目の夫で、長距離トラック運送会社「野々宮運輸」の運転手。いかつい顔と体格が特徴で、遥からは「ゴリラ」と呼ばれている（ただし初登場時は外見が異なる）。外見に似合わず礼儀正しく、粗相をした遥を叱責したり、遥が世話になっている沖田夫妻には敬意をもって接する。
小淵 ユキ（おぶち ユキ）
遥とは付き合いの長い友人で、同じスポーツジムに通っている。スレンダーな外見だが、幼少期は太っていたらしい。長年ペーパードライバーであったため、車の運転は粗い。夫はパイロット。
小淵 沙耶香（おぶち さやか）
ユキの娘。萌の友人で「沙耶ちゃん」と呼ばれる。父親が大好き。
三輪 あきら（みわ あきら）
恭子たちのスポーツジム仲間。肥満体型ながらも泳ぎは得意。腹時計は正確で、仲間うちでは彼女の「お腹空いた！」が昼の合図として使われている。フリルを多用したロリータ系ファッションを好み、部屋にもドールを飾るなどの乙女趣味。アイドルの「はろクロ」も好きで、フィギュアやポスターも所有している。第96話でダイエットに成功し大幅に痩せた。
三輪 真人（みわ まさと）
あきらの夫。「まーくん」と呼ばれている。妻とは対照的に痩せている。
火神 洋子（かがみ ようこ）
飯田橋建設設計事業部部長。だーさんの上司。38歳独身。メガネをかけており、胸が大きくやや太ましい体型。部下のだーさんによく怒鳴りつける。恭子を気に入り、「おヨメさんほしい」とつぶやく。
明日葉 明日菜（あしたば あすな）
高校生。若葉の所属する剣道部の先輩。通称「センパイ」。作者の大井が『グランドジャンプ』で連載している『明日葉さんちのムコ暮らし』にも、主人公「明日葉 六実」の義妹として登場する。金髪で胸が大きい。後輩の若葉をかわいがる。口が悪く、恭子を「おばさん」と呼ぶ。

## 書誌情報
- 大井昌和 『おくさん』 少年画報社〈YKコミックス〉、全22巻
  1. 2009年9月18日発売[7][8]、ISBN 978-4-7859-3225-1
  2. 2011年6月20日発売[9][10]、ISBN 978-4-7859-3641-9
  3. 2012年2月20日発売[11]、ISBN 978-4-7859-3787-4
  4. 2012年9月19日発売[12][9][13]、ISBN 978-4-7859-3922-9
  5. 2013年4月19日発売[14]、ISBN 978-4-7859-5029-3
  6. 2013年11月16日発売[15][16]、ISBN 978-4-7859-5164-1
  7. 2014年5月16日発売[17]、ISBN 978-4-7859-5289-1
  8. 2014年11月17日発売[18]、ISBN 978-4-7859-5418-5
  9. 2015年5月30日発売[19][20]、ISBN 978-4-7859-5560-1
  10. 2016年1月16日発売[21][22]、ISBN 978-4-7859-5702-5
  11. 2016年8月16日発売[23][24]、ISBN 978-4-7859-5843-5
  12. 2017年5月19日発売[25][26]、ISBN 978-4-7859-6013-1
  13. 2018年2月16日発売[27][28]、ISBN 978-4-7859-6161-9
  14. 2018年10月16日発売[29][30]、ISBN 978-4-7859-6311-8
  15. 2019年7月16日発売[31]、ISBN 978-4-7859-6470-2
  16. 2020年5月18日発売[32]、ISBN 978-4-7859-6670-6
  17. 2021年1月16日発売[33]、ISBN 978-4-7859-6840-3
  18. 2021年9月16日発売[34]、ISBN 978-4-7859-6994-3
  19. 2022年5月16日発売[35]、ISBN 978-4-7859-7137-3
  20. 2023年3月15日発売[36]、ISBN 978-4-7859-7343-8
  21. 2023年11月16日発売[37]、ISBN 978-4-7859-7533-3
  22. 2024年12月16日発売[38]、ISBN 978-4-7859-7827-3

## イベント
2015年5月30日、本作の単行本第9巻と同じく大井の作品『ストーリーズ〜巨人街の少年〜』の第1巻が同日に発売されることを記念して、ニコニコ生放送のチャンネル「コミックガタリー」にてイベントを開催。「@サイン会」の名称で、サイン会の様子が生中継された。2016年1月16日にも本作の単行本第10巻と大井の作品『明日葉さんちのムコ暮らし』の第1巻が同日に発売されることを記念して、同チャンネルにて「@サイン会」が生中継されている。
2017年5月21日、本作の第12巻、『明日葉さんちのムコ暮らし』の第5巻、大井の作品『すこしふしぎな小松さん』の単行本が同年5月19日に同時発売されたことを記念し、東京都の文禄堂高円寺店のイベントスペースにて、イベント「大井昌和の三社祭in文禄堂」を開催。大井によるトークショーとサイン会が行われた。ゲストとして師走の翁、進行役としてエロ漫画研究家の稀見理都も出演。同じく同年5月28日にも発売を記念した「Web生配信サイン会」を、「コミックガタリー」にて生配信している。